# Інтегральне рівняння Фредгольма
Інтегрáльне рівн́яння Фрéдгольма першого рóду — це інтегральне рівняння вигляду:
{\displaystyle \int _{a}^{b}K(x,s)\phi (s)ds=f(x)}
Інтегрáльне рівн́яння Фрéдгольма дрýгого рóду — це інтегральне рівняння вигляду:
{\displaystyle \phi (x)\lambda \int _{a}^{b}K(x,s)\phi (s)ds=f(s)}.
Функція {\displaystyle K} називається ядром рівняння.
Вираз {\displaystyle \int _{a}^{b}K(x,ts\phi (s)ds}, називається оператором Фредгольма.